# 謝紹芳
謝紹芳（16世紀—1648年），字劍緒，福建建寧府甌寧縣人，明朝、南明政治人物。

## 生平
謝紹芳是萬曆三十七年（1609年）的舉人，獲授海寧知縣，調任浙江道御史；崇禎十一年（1638年）時他上疏應該趁著張獻忠尚未作亂，消滅階州、文縣的流寇。他又說：「張獻忠投降，要他立功贖罪。部下數萬人應該安置在房縣、竹山，開荒自給自足。湖廣巡撫重兵扼險，不准他們進入洞庭湖；浙江巡撫駐兵扼守，不准他們進入鄖陽。」於是朝廷命熊文燦調度兵馬。隆武帝即位，起用謝紹芳為河南道御史，他提出恢復領土的計策，撫定浦城縣；又和周維新守衛大安關，升任太僕少卿，到永曆二年（1648年）建寧府失陷，他跟隨王祁自焚而死。

## 引用
1. 1 2  錢海岳《南明史·卷四十四·列傳第二十》：謝紹芳，字劍緒，甌寧人。萬曆三十七年舉於鄉，授海寧知縣，遷浙江道御史。崇禎十一年，疏陳宜乘入川之賊未反，出滅階、文之賊。又言：「張獻忠降，須令立功自贖。所部數萬，宜安置房、竹，開荒自給。楚撫以重兵扼險，毋令得入洞庭；江撫駐兵扼守，毋令得入鄖陽。」旨命熊文燦調度。
2. ↑  錢海岳《南明史·卷四十四·列傳第二十》：紹宗即位，起掌河南道，上恢復機宜，安撫浦城。與周維新守大安關，陞太僕少卿。建寧陷，從王祁自焚卒。